# جون إغن
جون إغن هو سياسي نرويجي، (و. 1885 – 1966 م). نشط حزبياً في حزب العمال. وقد انتخب نائب عضو برلمان النرويج ‏ عن دائرة Hedmark (Storting constituency) ‏ وقد انضم خلال فترته النيابية ‏ (1931 – 1933) للكتلة البرلمانية حزب العمال.